# 宮原耕治

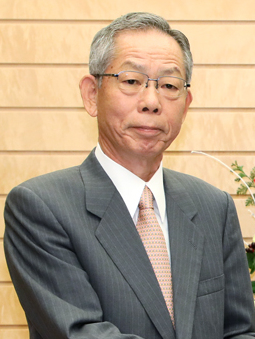
2017年12月19日、首相官邸にて

宮原 耕治（みやはら こうじ、1945年12月3日 - ）は、日本の経営者、財界人。第18代日本郵船社長。岡山県出身。

## 経歴
- 1964年 岡山県立岡山朝日高等学校卒業[1]。
- 1970年 東京大学法学部卒業後、日本郵船入社、横浜支店。
- 1983年 ロンドン支店。
- 1996年 経営企画グループ長に就任。
- 1999年 定航調整グループ長に就任。
- 2000年 定航マネジメントグループ北米総支配人に就任。
- 2000年 取締役に就任。
- 2002年 常務取締役に就任。
- 2003年 代表取締役専務取締役に就任。
- 2004年 代表取締役社長に就任[2]。
- 2006年 代表取締役社長・社長経営委員に就任。
- 2007年 日本貨物航空取締役会長に就任。
- 2009年 代表取締役会長・会長経営委員に就任。
- 2011年 日本経済団体連合会副会長に就任[3]。